# Acrolophus superstes
Acrolophus superstes är en fjärilsart som beskrevs av Walsingham 1914. Acrolophus superstes ingår i släktet Acrolophus och familjen Acrolophidae. Inga underarter finns listade i Catalogue of Life.